# كلية أزمير كاتب شلبي

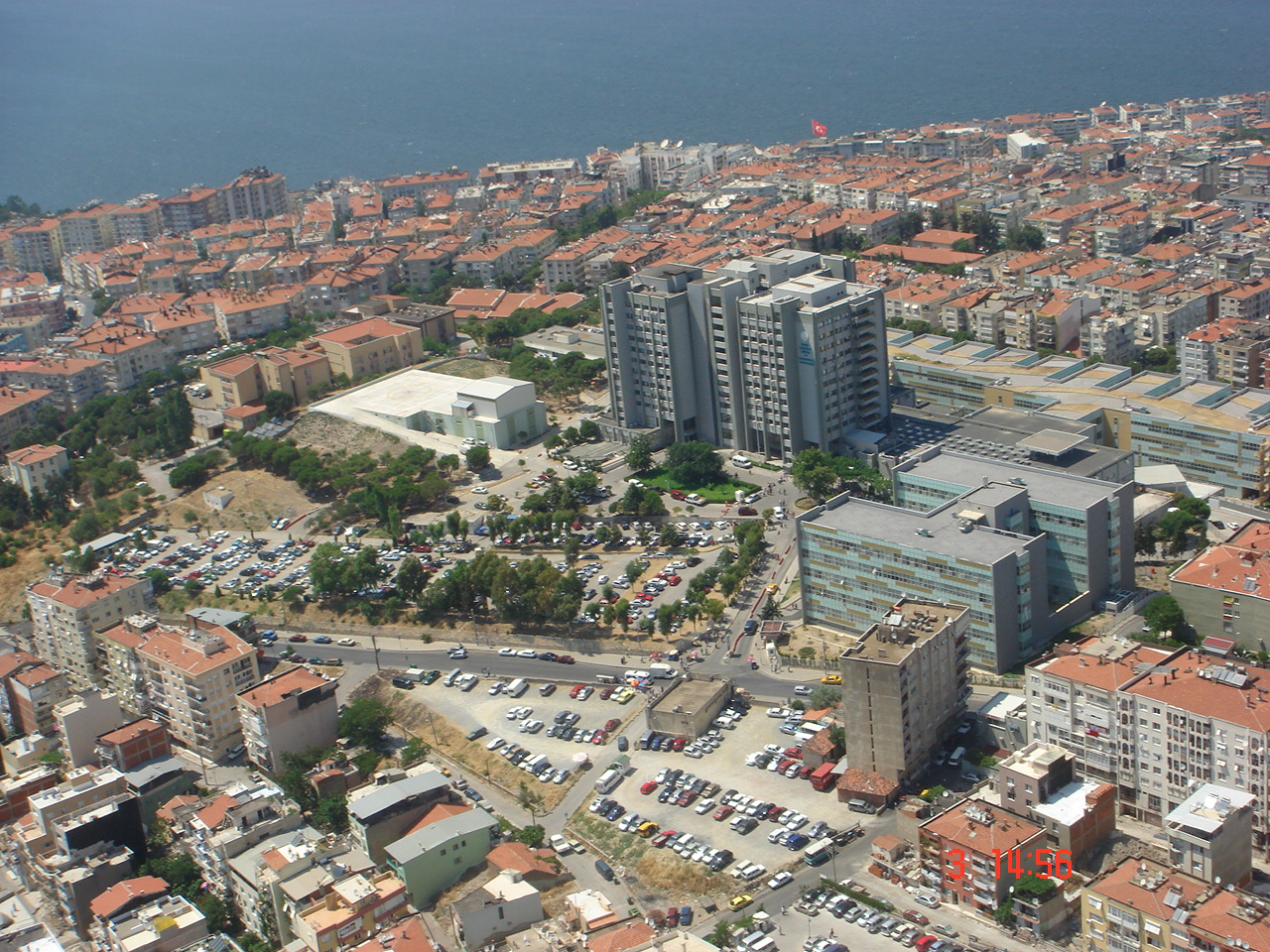
جامعة إزمير كاتب شلبي بجانب مستشفى إزمير أتاتورك للتدريب والأبحاث.

جامعة إزمير كاتب شلبي هي وهي جامعة حكومية تأسست في مدينة إزمير عام 2010 وتحمل الجامعة اسم البروفيسور العثماني في القرن التاسع عشر حاجي خليفة

## التاريخ
تأسست الجامعة بموجب "قانون تنظيم مؤسسات التعليم العالي وقانون تعديل بعض القوانين والمراسيم بقوانين" رقم 6005 المنشور في الجريدة الرسمية رقم 27648 بتاريخ 21/07/2010. تم تخصيص مرافق شركة سيغلي يابراك للتبغ للجامعة وتم إنشاء الحرم الجامعي على هذه الأرض.  

## الوحدات الأكاديمية

### الأقسام
- كلية طب الأسنان
- كلية الصيدلة
- كلية الهندسة البحرية والبحرية
- كلية الاقتصاد والعلوم الإدارية
- كلية اللاهوت
- كلية الهندسة والعمارة [4]
- كلية الغابات
- كلية العلوم الصحية
- كلية الفنون والتصميم
- كلية العلوم الاجتماعية والإنسانية
- كلية مصايد الأسماك
- كلية الطب
- كلية السياحة
- كلية الحقوق

### المعاهد
- معهد العلوم الاجتماعية [5]
- معهد العلوم والتكنولوجيا [6]
- معهد العلوم الصحية [7]

### الكليات
- مدرسة اللغات الأجنبية

### مدرسة مهنية
- مدرسة جلبي المهنية
- المدرسة المهنية للخدمات الصحية

## الروابط الخارجية
وهي عضو في رابطة جامعات القوقاز . 